# 翁薩加
翁薩加是哥倫比亞的城鎮，位於該國東北部，由桑坦德省負責管轄，始建於1602年，面積484平方公里，海拔高度2,058米，2005年人口5,527，人口密度每平方公里11.42人。
6°21′N 72°49′W / 6.350°N 72.817°W